# Stars in der Manege
Stars in der Manege ist eine Wohltätigkeitsveranstaltung der Münchener Boulevardzeitung Abendzeitung und des Bayerischen Rundfunks, die von 1959 bis 2008 und seit 2022 einmal jährlich, meistens aus dem Circus-Krone-Bau in München, im deutschen Fernsehen übertragen wird.
Seit Ende 2022 gibt es eine Neuauflage der Sendung auf Sat.1.

## Geschichte
Die Veranstaltung fand von 1959, damals noch unter dem Namen Wohltätigkeitsveranstaltung zur Rückführung der Münchner Evakuierten, bis 2008 statt. Die ersten Ausgaben wurden noch mitten im Jahr ausgestrahlt, erst später wurde die Veranstaltung in die Weihnachtszeit verlegt. Ab 1962 fand sie im Circus-Krone-Bau statt.
Anfang Dezember wurde der Gala-Abend vom Bayerischen Rundfunk aufgezeichnet und am Zweiten Weihnachtsfeiertag im Ersten zusammen mit dem ORF und dem Schweizer Fernsehen im Rahmen von Eurovision ausgestrahlt.
Es traten Prominente aus Film, Funk, Fernsehen und Sport in der Manege des Circus Krone als Artisten, Dompteure oder Clowns auf. Sie verzichteten dabei für den guten Zweck auf ihre Gage. Zusätzlich präsentierten Profi-Artisten ihr Können und machten sich auf diese Weise einer breiten Öffentlichkeit bekannt.
Die Einnahmen der Veranstaltung kamen der Werner-Friedmann-Stiftung für alte Künstler und Journalisten und seit 1998 zu zwei Dritteln der Aktion Kinder in Not zugute.
Im Jahr 2003 wurde ein Zusammenschnitt mit einer Gesamtlänge von vier Stunden erstellt, bei dem Gerhard Schmitt-Thiel die Moderation übernahm. Die eigens mit ihm  gedrehten Szenen fanden in einem Studio des BR statt, in dem hierfür ein Kassenwagen des Circus Krone aufgestellt wurde. Diese Sendung wurde unter dem Titel „Die lange Nacht der Stars“ später auf verschiedenen dritten Programmen gesendet.
Die Gala 2008, die vom Schauspieler Fritz Wepper moderiert wurde, verzichtete erstmals vollständig auf die Präsentation von Wildtieren innerhalb der eigentlichen Show. Die Schauspielerin Simone Thomalla sollte ursprünglich eine Dressur mit Elefanten zeigen, war stattdessen aber in einer Messerwerfer-Darbietung zu sehen. An Tieren waren somit nur noch Pferde, Laufenten, Hunde und Lamas im Programm. Für die Fernsehausstrahlung wurde lediglich eine Szene gedreht, in der Fritz Wepper einer Elefantenkuh des Circus Krone ein Brot gibt und davon erzählt, dass das Tier „heute frei“ habe.
Im Jahre 2009 verzichtete die ARD auf die Gala, was offiziell mit sinkenden Quoten begründet wurde. Es wurde stattdessen eine Zusammenfassung der Höhepunkte der vergangenen Jahrzehnte gesendet. Am 12. März 2010 gab der Bayerische Rundfunk bekannt, dass die Sendung eingestellt werde.
In der DDR gab es als Pendant zu Stars in der Manege die Nacht der Prominenten, die ebenfalls jeweils am Zweiten Weihnachtsfeiertag im DDR-Fernsehen ausgestrahlt wurde.
Im Jahr 2022 wurde eine Neuauflage der Show produziert, welche am 30. Dezember 2022 und 6. Januar 2023 auf Sat.1 ausgestrahlt wurde. Dabei traten pro Folge 8 Prominente an. Durch die Show führten Jörg Pilawa und Jana Ina Zarrella.

## Liste der Fernsehausstrahlungen
| Datum      | Folge | Sender | Zirkusdirektoren                                                                                             | Mitwirkende |
| 11.04.1959 | 1     | ARD    | Axel von Ambesser                                                                                            | Frieda Sembach-Krone, Carl Sembach, Christel Sembach-Krone, Annette, Sari Barabas, Erica Beer, Heidi Brühl, Margot Hielscher, Marianne Koch, Eva Ingeborg Scholz, Ann Smyrner, Oliver Grimm, Franz Grothe, Robert Lembke, Toni Sailer, Thomas Wimmer, Clemens Wilmenrod, Beppo Brem, Rudolf Lenz, Münchner Lach- und Schießgesellschaft (Ursula Noack, Hans Jürgen Diedrich, Klaus Havenstein, Dieter Hildebrandt), Toki Horváth und sein Zigeunerorchester, Orchester Hugo Strasser, Solo-Trompete: Rudi Graetz |
| 18.07.1964 | 2     | ARD    | Axel von Ambesser                                                                                            | Evi Kent, Liselotte Pulver, Christel Sembach-Krone, Frieda Sembach-Krone, Nadja Tiller, Ilse Werner, Margot Werner, Karlheinz Böhm, die Hansel-Gruppe, Freddy Quinn, Karl Schönböck, Carl Sembach, Orchester Max Greger Aufzeichnung vom 6. Dezember 1963 |
| 28.02.1965 | 3     | ARD    | Axel von Ambesser                                                                                            | Vivi Bach, Heidi Brühl, Hildegard Knef, Lilli Palmer, Margit Saad, Frieda Sembach-Krone, Thomas Fritsch, Gert Fröbe, Petar Radenković, Brett Halsey, Rudolf Lenz, Willy Millowitsch, Billy Mo, Rudolf Sarno, Manfred Schnelldorfer, Dietmar Schönherr, Carl Sembach, Rundfunk-Tanzorchester, Leitung: Alfonso Jeffa Die Fernsehzeitschrift Bild+Funk nennt in einem Vorbericht in der Januar-Ausgabe Nr. 2/1965 weitere teilnehmende Prominente wie Pierre Brice, Heinz Rühmann, Hannelore Auer, Liane Müller, Gerhard Wendland, Rex Gildo und Werner Finck; ob auch Aufnahmen dieser Auftritte in die Fernsehsendung übernommen wurden, ist unklar. Insgesamt sollen 15 Artisten mit 25 Schauspielern, Sängern und Sportlern das Programm gestaltet haben, zu dem die Abendzeitung diesmal als Abschluss ihres 100.000-Mark-Ratespiels Die goldene 10 einlud |
| 11.04.1966 | 4     | ARD    | Hans-Joachim Kulenkampff                                                                                     | Mario Adorf, Horst Buchholz, Roy Etzel, Die Flying Gaonas, Paul Hubschmid, Alfonso Jeffa, Evi Kent, Marianne Koch, Peter Kraus, Leopold Mayer, Hermann Prey, Petar Radenković, Hansels Reiter-Truppe, Marika Rökk, Werner Schmidt-Boelcke, Carl Sembach-Krone, Christel Sembach-Krone, Ballett des Deutschen Theaters, Hans Tilkowski, Die vier Titos, Margot Werner |
| 18.12.1966 | 5     | ARD    | Axel von Ambesser                                                                                            | Carl Sembach, Lonny Kellner, Peter Frankenfeld, Max Schmeling, Karl Mildenberger, Thomas Fritsch, Rupert Davies, Bernhard Wicki, Neville Jason, Helga Anders, Gitte Haenning, Heidi Brühl, Peter Carsten, Nadja Tiller, Sabine Sinjen, Udo Jürgens, Sari Barabas |
| 20.01.1968 | 6     | ARD    | Carlheinz Hollmann                                                                                           | Ursula von Manescul, Freddy Quinn, Hans Söhnker, Elke Sommer, Romy Schneider, Karin Dor |
| 18.01.1969 | 7     | ARD    | Peter Frankenfeld                                                                                            | Liselotte Pulver, Joachim Fuchsberger, Josef Neckermann, Ingrid Becker, Romy Schneider, Petra Schürmann, Lex Barker, Heintje, Luise Ullrich, Esther & Abi Ofarim, Eva Renzi, Paul Hubschmid, Caterina Valente, Silvio Francesco, Ruth Gassmann |
| 27.12.1969 | 8     | ZDF    | Wim Thoelke                                                                                                  | Elisabeth Flickenschildt, Peter Alexander, Nadja Tiller, Martin Jente, Josef Neckermann, Hazy Osterwald, Gila von Weitershausen, Ruth Leuwerik, Uschi Glas, Kai Fischer, Roberto Blanco, Rita Pavone, Rudi Carrell, Erik Ode, Günther Schramm, Fritz Wepper |
| 27.12.1970 | 9     | ZDF    | Axel von Ambesser                                                                                            | Karlheinz Böhm, Howard Carpendale, Kai Fischer, Elisabeth Flickenschildt, Gert Fröbe, Joachim Fuchsberger, Uschi Glas, Max Greger, Martin Jente, Gustav Knuth, Erika Köth, Daliah Lavi, Patrick Macnee, Marianne Mendt, Inge Meysel, Dunja Rajter, Heinz Schenk, Anna Luise Schubert, Linda Thorson, Harry Valérien, Fritz Wepper |
| 02.01.1972 | 10    | ZDF    | Joachim Fuchsberger                                                                                          | Jochen Breiter, Ron Ely, Reinhard Glemnitz, Harald Leipnitz, Gina Lollobrigida, Peggy March, Erik Ode, Freddy Quinn, Ivan Rebroff, Jochen Richert, Günther Schramm, Petra Schürmann, Mark Slade, Wim Thoelke, Victoria Voncampe, Heidelinde Weis, Fritz Wepper, Peter Wyngarde, Helmut Zacharias |
| 26.12.1972 | 11    | ZDF    | Petra Schürmann, Harry Valérien                                                                              | Roberto Blanco, Horst Buchholz, Marlène Charell, Lothar Dombrowski, Silvio Francesco, Hanns Joachim Friedrichs, Gert Fröbe, Raimund Harmstorf, Hoch- und Deutschmeister, Erhard Keller, Alice und Ellen Kessler, Peter Kraus, Liselott Linsenhoff, Vicco von Bülow (Loriot), Monika Lundi, Irene Mann, Tony Marshall, Monika Pflug, Margit Schramm, Heidi Schüller, Orchester Kurt Edelhagen |
| 29.12.1973 | 12    | ZDF    | Günther Schramm                                                                                              | Senta Berger, Bibi Johns, Silvio Francesco und Chicky & Co., Peter Kraus, Erik Ode, Liselotte Pulver, Heinz Rühmann, Nadja Tiller, Konstanze Vernon, Victoria Voncampe, Carl Sembach, The Williams, Willy Lenz, The Great Hortobagy jr., Big Band der Bundeswehr, Günter Noris |
| 31.12.1974 | 13    | ZDF    | Curd Jürgens                                                                                                 | Marlène Charell, Sammy Drechsel, Fritz Eckhardt, Gert Fröbe, Gitte Haenning, Dagmar Koller, Karl-Heinz Köpcke, Paul Kuhn, Kurt Meisel, Freddy Quinn, Hans Rosenthal, Anneliese Rothenberger |
| 31.12.1975 | 14    | ZDF    | Hans-Joachim Kulenkampff                                                                                     | Senta Berger, Hellmut Lange, Raimund Harmstorf, Katja Ebstein, Cornelia Froboess, Dieter Kürten, Hannelore Elsner, Ingrid Steeger, Margot Werner, Mireille Mathieu, Jürgen Feindt, Gunther Sachs, Georg Thomalla, Grit Boettcher |
| 31.12.1976 | 15    | ZDF    | Caterina Valente                                                                                             | Peter Breuer & Nini Struck, Claudia Cardinale, David Carradine, The Great Doval, Gert Fröbe, Die Goldmänner, The Halfwits, René Kollo, Evelyne Kraft, Daliah Lavi, Harald Leipnitz, Udo Lindenberg, Siegfried Lowitz, Rosi Mittermaier, Kim Novak, Lilli Palmer, Monika Peitsch, Carl Sembach-Krone, Horst Tappert, Liv Ullmann, Luise Ullrich, Victoria Voncampe, Heidelinde Weis, Claus Wilcke, Orchester Max Greger |
| 18.12.1977 | 16    | ZDF    | Senta Berger                                                                                                 | Hans Rosenthal, Marlène Charell, Uschi Glas, Nastassja Kinski, Dagmar Koller, Inge Meysel, Maria Schell, Konstanze Vernon, Gustl Bayrhammer, Martin Benrath, Pierre Brice, Plácido Domingo, Harald Leipnitz, Dieter Hildebrandt, Horst Jüssen, Peter Kreuder, Günter Netzer, Petar Radenković |
| 31.12.1978 | 17    | ZDF    | Anneliese Rothenberger                                                                                       | Karlheinz Böhm, Grit Boettcher, Charly Borra, Heidi Brühl, Hannelore Elsner, Helga Feddersen, Jacko Fossett, Danyel Gérard, Rex Gildo, James Hunt, Harald Juhnke, Alice und Ellen Kessler, Kovatchevi, Siegfried Lowitz, „Little Billy“ Merchant, Olivia Pascal, Freddy Quinn, Pierre Richard, Joe Seitz, Christel Sembach-Krone, Bud Spencer, Luise Ullrich, Elisabeth Volkmann, Orchester Max Greger |
| 25.12.1979 | 18    | ZDF    | Joachim Fuchsberger                                                                                          | Dodi's Schleuderbrett, Flying Oslers, Uschi Glas, Thomas Gottschalk, Dagmar Koller, Lisa Kreuzer, Christiane Krüger, Amanda Lear, Ruth Leuwerik, Tamara Lund, Sepp Maier, Reinhold Messner, Georges Moustaki, Günter Netzer, Liselotte Pulver, Telly Savalas, Günther Schramm, Walter Sedlmayr, Erni Singerl, Ingrid Steeger, Vicco von Bülow, Orchester Max Greger Aufzeichnung vom 14. Dezember 1979 |
| 31.12.1980 | 19    | ZDF    | Hans Rosenthal                                                                                               | Iris Berben, Marlène Charell, Dolly Dollar, Katja Ebstein, Kristina van Eyck, Katerina Jacob, Cornelia Froboess, Marika Rökk, Hanna Schygulla, Caterina Valente, Silvio Francesco, Richard Clayderman, Eddie Constantine, Frank Elstner, Rainer Werner Fassbinder, Gerhard Klarner, Tommy Ohrner, Hermann Prey, Heinz Rühmann |
| 26.12.1981 | 20    | ARD    | Thomas Gottschalk                                                                                            | Heidi Brühl, Gitte Haenning, Juliette Gréco, Alice und Ellen Kessler, Liselotte Pulver, Edda Schönherz, Nadja Tiller, Martin Benrath, Emil Steinberger, Raimund Harmstorf, Michael Heltau, Al Jarreau, Reinhard Mey |
| 31.12.1982 | 21    | ARD    | Gustl Bayrhammer                                                                                             | Franz Beckenbauer, Elizabeth Teissier, Angelo Branduardi, Pierre Brice, Sylvia Hanika, Marianne Hoppe, Katerina Jacob, Reiner Klimke, Jürgen Marcus, Marisa Mell, Julia Migenes, Nicole, Beatrice Richter, Keke Rosberg, Christel Sembach-Krone, Sigmar Solbach, Judy Winter, Klaus Maria Brandauer, Walter Sedlmayr, Dieter Hallervorden, Helmut Fischer, Ruth-Maria Kubitschek (?) |
| 26.12.1983 | 22    | ARD    | Willy Millowitsch                                                                                            | Denise Biellmann, Roberto Blanco, Klaus Maria Brandauer, Helmut Fischer, Zsa Zsa Gabor, Uschi Glas (Absage wg. Krankheit), Margot Hielscher, Heinz G. Konsalik, Wencke Myhre, Désirée Nosbusch, Karl-Heinz Rummenigge, Christiane Rücker, Christel Sembach-Krone, Elke Sommer, Elmar Wepper |
| 26.12.1984 | 23    | ARD    | Désirée Nosbusch                                                                                             | Roland Kaiser, Peter Hofmann, Vicco von Bülow (Loriot), Martin Benrath, Carolin Reiber, Paola und Kurt Felix, Peter Weck, Otto Schenk, Gitte Haenning, Spider Murphy Gang, Dietmar Mögenburg, Alice und Ellen Kessler, Nana Mouskouri, Münchner Philharmoniker |
| 26.12.1985 | 24    | ARD    | Johannes Heesters                                                                                            | Tony Curtis, Pia Zadora, Béla Ernyey, Britt Ekland, Heidi Bohay, Sigmar Solbach, Helmuth Lohner, Rainhard Fendrich |
| 26.12.1986 | 25    | ARD    | Rudi Carrell                                                                                                 | Marlène Charell, Karl Dall, Hannelore Elsner, Dagmar Berghoff, Dietlinde Turban, Radost Bokel, Armin Mueller-Stahl, Franz-Xaver Kroetz, Heiner Lauterbach, Doris Dörrie, Eberhard Gienger, Ken Kercheval, Katharina Böhm |
| 26.12.1987 | 26    | ARD    | Mario Adorf                                                                                                  | Senta Berger, Karlheinz Böhm, Klausjürgen Wussow, Harald Juhnke, Christopher Lee, Jürgen Marcus, Reinhold Messner, Marie Theres Relin, Deborah Sasson |
| 26.12.1988 | 27    | ARD    | August Everding                                                                                              | Al Bano & Romina Power, Helmut Fischer, Ilona Grübel, Michele Placido, Toni Mang, Ilona Christen, Silvia Seidel, Maximilian Schell, Sonja Kirchberger, Francisco Araiza, Marianne Sägebrecht, Billie Zöckler, Jan Niklas |
| 26.12.1989 | 28    | ARD    | Gerhard Schmitt-Thiel                                                                                        | Günther Jauch, Christine Kaufmann, Mel Ferrer, Helmuth Lohner, Georg Preuße, Helmut Ringelmann, Paola und Kurt Felix, Günter Strack, Barbara Wussow, Robert Atzorn, Petra Schürmann, Evelyn Hamann |
| 26.12.1990 | 29    | ARD    | Alfred Biolek                                                                                                | Sepp Maier, Nicki, Falco, Konstantin Wecker, Katja Ebstein, Maria Walliser |
| 26.12.1991 | 30    | ARD    | Horst Tappert                                                                                                | Vicco von Bülow (Loriot), Uschi Glas, Rosi Mittermaier, Rainhard Fendrich, Daliah Lavi |
| 25.12.1992 | 31    | ARD    | Gustl Bayrhammer, Alfred Biolek, Thomas Gottschalk, Désirée Nosbusch, Gerhard Schmitt-Thiel, Petra Schürmann | Jubiläums-Gala: 30 Jahre Stars in der Manege Iris Berben, Peter Maffay, Sepp Maier, Nicki, Ute Lemper, Helmut Lohner, Helmut Ringelmann, Emil Steinberger, Marianne Sägebrecht |
| 26.12.1993 | 32    | ARD    | Gerhard Schmitt-Thiel                                                                                        | Karl Dall, Wolfgang Lippert, Vera Russwurm, Horst Buchholz, Robert Atzorn, Lisa Fitz, Peter Steiner, Dieter Hallervorden, Sabine Sauer, Christine Neubauer |
| 26.12.1994 | 33    | ARD    | Klaus Maria Brandauer                                                                                        | Veronika Ferres, Wolfgang Fierek, Shari Belafonte, Gerhard Lippert, Max Schautzer, Christine Reinhard, Schauorchester Ungelenk, Hape Kerkeling, Dagmar Berghoff, Michael Schumacher |
| 26.12.1995 | 34    | ARD    | Hape Kerkeling                                                                                               | Herbert Feuerstein, Karl Moik, Hannelore Elsner, Jacques Breuer, Gina Lollobrigida, Jürgen Fliege, Jessica Stockmann, Jule Neigel, Michaela May, Sepp Maier, Hans Clarin |
| 26.12.1996 | 35    | ARD    | Rainhard Fendrich                                                                                            | Sabine Christiansen, Senta Berger, Ottfried Fischer, Patrick Lindner, Hans Meiser, Esther Schweins, Stefanie Hertel & Stefan Mross, Tobias Moretti, Friedrich von Thun |
| 26.12.1997 | 36    | ARD    | Ottfried Fischer                                                                                             | Michael Schanze, Verona Feldbusch, Ulrich Kienzle, Bodo Hauser, Ralf Bauer, Nina Ruge, Magdalena Brzeska, Christiane Hörbiger, Caught in the Act, Heino, Jazzy & Lee von Tic Tac Toe |
| 26.12.1998 | 37    | ARD    | Ingolf Lück                                                                                                  | Heiner Lauterbach, Mika Häkkinen, Barbara Rudnik, Reinhold Beckmann, DJ Bobo, Pur, Cherno Jobatey, Heino Ferch, Dirk Bach, Susen Tiedtke, Petra Gerster |
| 26.12.1999 | 38    | ARD    | Verona Feldbusch                                                                                             | Marco Rima, Nadja Tiller, Jasmin Wagner alias „Blümchen“, Gaby Köster, Gedeon Burkhard, Günter Netzer, Uschi Glas, Hape Kerkeling, Christine Neubauer |
| 26.12.2000 | 39    | ARD    | Gaby Köster                                                                                                  | Joey Kelly, Tanja Nieten, Waldemar Hartmann, Johannes B. Kerner, Nina Petri, Uwe Ochsenknecht, Rudolph Moshammer, Ottfried Fischer, Harald Krassnitzer, Vitali Klitschko, Wladimir Klitschko |
| 26.12.2001 | 40    | ARD    | Hape Kerkeling                                                                                               | Sky du Mont, Dieter Pfaff, Wolfgang Stumph, Maria Furtwängler, Jens Riewa, Esther Schweins, Zubin Mehta, David Coulthard, Peter Maffay, Gil Ofarim, Mirco Nontschew, Sandra Maischberger, Jörg Pilawa |
| 26.12.2002 | 41    | ARD    | Ingolf Lück, Esther Schweins                                                                                 | Heino Ferch, No Angels, Hans Klok, Ursus und Nadeschkin, Heike Drechsler, Birgit Schrowange, Robert Atzorn, Nina Ruge, Bernd Stelter, Jutta Speidel, Fritz Wepper, Ulrike Folkerts, Die Klostertaler |
| 26.12.2003 | 42    | ARD    | Frank Elstner                                                                                                | Daniel Küblböck, Katerina Jacob, Verona Feldbusch, DJ Ötzi, Birgit Prinz, Nia Künzer, Silke Rottenberg, Hubert von Goisern, Marietta Slomka, Edmund Stoiber, Christian Ude, Hannelore Hoger, Kimi Räikkönen |
| 26.12.2004 | 43    | ARD    | Désirée Nosbusch                                                                                             | Sven Ottke, Regina Halmich, Jeanette Biedermann, Suzanne von Borsody, Christian Tramitz, Arabella Kiesbauer, Max Raabe, Michael Mendl, Franziska Gude, Anke Kuehn, Louisa Walther |
| 26.12.2005 | 44    | ARD    | Francine Jordi, Arabella Kiesbauer, Nina Ruge                                                                | Juan Pablo Montoya, Eva Padberg, Eva Herman, Claus Kleber, Ottfried Fischer, Bernhard Hoecker, Hendrikje Fitz, Thomas Rühmann, Marianne und Michael, Uschi Glas |
| 26.12.2006 | 45    | ARD    | Ottfried Fischer, Monica Lierhaus                                                                            | Hape Kerkeling alias „Horst Schlämmer“, Wladimir Klitschko, Jan Fedder, Sonya Kraus, Heino Ferch, Sarah Wiener, Johann Lafer, Alfons Schuhbeck, Andrea Kiewel, Andrea Sawatzki, Fritz Karl, Jutta Speidel, Ursus und Nadeschkin |
| 26.12.2007 | 46    | ARD    | Sonya Kraus                                                                                                  | Gaby Dohm, Nazan Eckes, Heinz Hoenig, Claudia Kleinert, Thomas Hermanns, Joey Kelly, De Höhner, Harald Krassnitzer, Wolke Hegenbarth, Lewis Hamilton |
| 26.12.2008 | 47    | ARD    | Fritz Wepper                                                                                                 | Oliver Pocher, Barbara Wussow, Simone Thomalla, Helene Fischer, Philipp Lahm, Ralf Bauer, Rita Russek, ProSieben-Topmodels Lena Gercke, Barbara Meier, Jennifer Hof |
| 28.12.2009 | 48    | ARD    | Sven Lorig, Nina Ruge                                                                                        | Jubiläums-Gala mit TV-Ausschnitten aus den vergangenen Jahren Uschi Glas, Wladimir Klitschko, Joey Kelly |
| 30.12.2022 | 49    | Sat.1  | Jörg Pilawa, Jana Ina Zarrella                                                                               | Nazan Eckes, Dieter Hallervorden, Fabian Hambüchen, Massimo Sinató, Judith Williams, Ekaterina Leonova, Guido Cantz, Hazel Brugger |
| 06.01.2023 | 50    | Sat.1  | Jörg Pilawa, Jana Ina Zarrella                                                                               | Evelyn Burdecki, Bruce Darnell, Sarah Engels, Victoria Swarovski, Joey Heindle, Moritz Hans, Mathias Mester, Jens Riewa |
| 02.01.2024 | 51    | Sat.1  | Jörg Pilawa, Sarah Harrison                                                                                  | Michael Mittermeier, Cheyenne Pahde, Paul Janke, Jeannine Michaelsen, Fernanda Brandao, Rúrik Gislason, Hardy Krüger Jr., Sarah Harrison |
| 02.02.2024 | 52    | Sat.1  | Jörg Pilawa, Sarah Harrison                                                                                  | Daniela Katzenberger, Lucas Cordalis, Rebecca Mir, Massimo Sinató, Natascha Ochsenknecht, Wilson Gonzalez Ochsenknecht, Sven Hannawald, Melissa Hannawald, René Casselly |
| 28.06.2024 | 53    | Sat.1  | Jörg Pilawa, Sarah Harrison                                                                                  | Luke Mockridge, Lisa Feller, Ariane Alter, Ingolf Lück, Martin Klempnow, Wigald Boning, Ilka Bessin, René Casselly |
| 13.12.2024 | 54    | Sat.1  | Jörg Pilawa, Sarah Harrison                                                                                  | Devid Striesow, Götz Otto, Mark Keller, Alexander Klaws, Janine Kunze, Cathy Hummels, Collien Ulmen-Fernandes, Susan Sideropoulos |